# Digitaal hoogtemodel

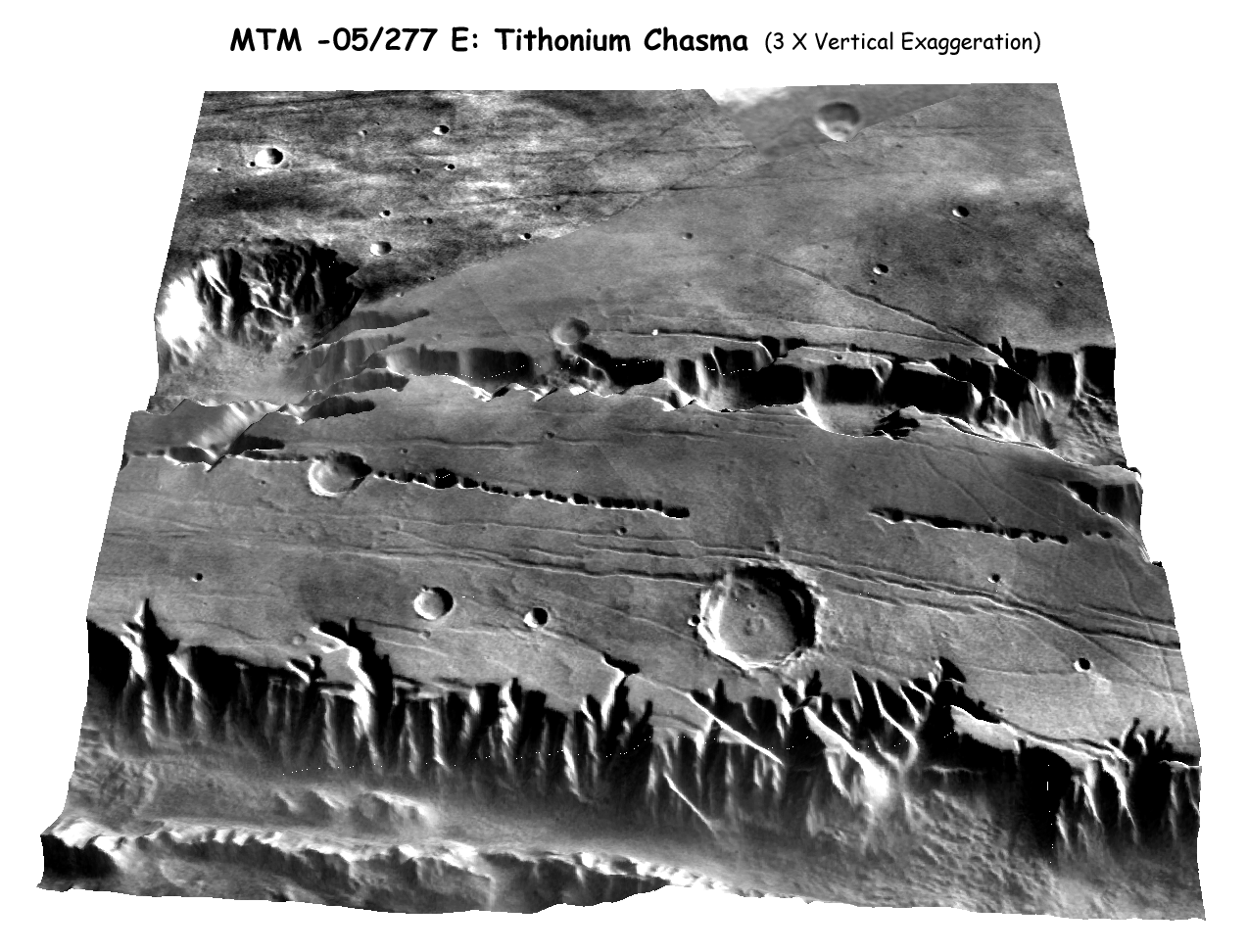
3D weergave van een DEM van Tithonium Chasma op Mars

Een digitaal hoogtemodel of digital elevation model (DEM) is een digitale weergave van het (aard)oppervlak met oppervlaktetopografie of van het maaiveld. Soms wordt er onderscheid gemaakt tussen een digitaal terreinmodel (digital terrain model, DTM) dat de maaiveldhoogte geeft en een digitaal oppervlaktemodel (digital surface model, DSM) dat de hoogte inclusief alle objecten op het aardoppervlak zoals bomen en bouwwerken geeft. De termen DEM, DTM en DSM worden echter veelvuldig verward of anders gedefinieerd. Een DEM kan worden uitgevoerd als een raster (een matrix van vierkanten) of als een netwerk van ongelijke driehoeken (triangular irregular network, TIN). DEMs worden veel gebruikt in geografische informatiesystemen en zijn de meestgebruikte basis voor de digitale vervaardiging van reliëfkaarten. DEMs kunnen ingewonnen worden met:
- laserscans vanuit de lucht, vanuit de ruimte of vanaf de grond of voertuig;
- fotogrammetrie op basis van (lucht)foto's;
- vlaktewaterpassing;
- landmeetkundige GNSS-metingen;
- total station-metingen;
- radar-metingen vanuit de lucht of vanuit de ruimte;
- sonar-metingen (onderwater).

In Nederland is het Actueel Hoogtebestand Nederland (AHN) het gebruikelijke model voor allerlei toepassingen. Het bestaat uit een raster-DSM en -DTM voor heel Europees Nederland met een resolutie van 0,5 meter vervaardigd met vliegtuiglaserscans met een resolutie van gemiddeld 8 ruwe punten per vierkante meter. Sinds 2014 zijn zowel de rasterbestanden als de ruwe puntenwolken gratis beschikbaar.